# 조지 리드 (미국의 정치인)
조지 리드(George Read, 1733년 9월 18일, 영국령 아메리카 메릴랜드 식민지 세실 카운티 ~ 1798년 9월 21일, 델라웨어주 뉴캐슬)은 미국의 정치인으로 델라웨어 주지사이다.

## 경력
- 1774.08 ~ 1777.12 델라웨어 대륙회의 의원
- 1777.10 ~ 1778.03 제3대 델라웨어주 주지사
- 1789.03 ~ 1793.09 제1·2·3대 미국 델라웨어주 연방상원의원
- 1793.09 ~ 1798.09 델라웨어 대법원 대법원장

## 역대 선거 결과
| 선거명      | 직책명                    | 대수 | 정당   | 득표율   | 득표수 | 결과 | 당락                     |
| ----------- | ------------------------- | ---- | ------ | -------- | ------ | ---- | ------------------------ |
| 1780년 선거 | 하원의원 (뉴캐슬 선거구)  | 5대  | 연방당 | 14.29%   | 1표    | 7위  | 델라웨어 주의원 당선     |
| 1781년 선거 | 하원의원 (뉴캐슬 선거구)  | 6대  | 연방당 | 14.29%   | 1표    | 6위  | 델라웨어 주의원 당선     |
| 1788년 선거 | 상원의원 (델라웨어 제1부) | 1대  | 연방당 | 단독후보 | 무투표 | 1위  | 델라웨어주 상원의원 당선 |
| 1790년 선거 | 상원의원 (델라웨어 제1부) | 2대  | 연방당 | 100.00%  | 27표   | 1위  | 델라웨어주 상원의원 당선 |